# Tauala lepidus
Tauala lepidus är en spindelart som beskrevs av Fred R. Wanless 1988. Tauala lepidus ingår i släktet Tauala och familjen hoppspindlar. Inga underarter finns listade i Catalogue of Life.